# エーヴ・キュリー

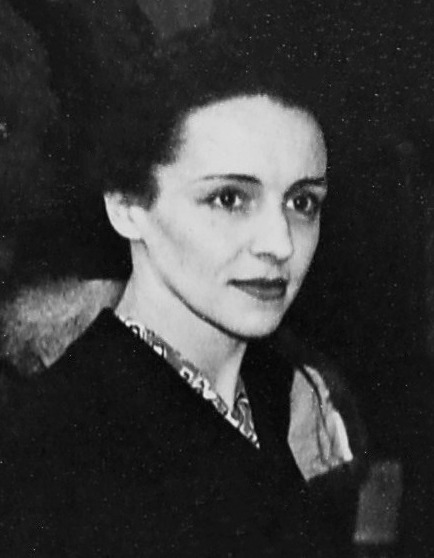
エーヴ・キュリー（1937年）

エーヴ・キュリー（フランス語: Ève Denise Curie Labouisse、1904年12月6日 - 2007年10月22日）は、フランスの芸術家、作家。アメリカ合衆国に移住したため、英語式にイヴ・キュリーとも。物理学者ピエール・キュリーと物理学者・化学者マリー・キュリーの次女で、イレーヌ・ジョリオ＝キュリーは姉にあたる。1937年に書いた母の伝記で知られている。

## 経歴
1904年、フランスのパリで生まれた。物理学者・化学者の一族だが、幼い頃からピアノを学び、大学卒業後の1925年にはパリでコンサートも行っている。姉のイレーヌ夫妻が研究の面で母・マリーを支えたが、エーヴは姉が結婚した後も家に留まり、マリーが欧州各国に出かける際に同伴するなど生活面でサポートした。マリーの晩年は介護で付き添い、1934年にマリーが亡くなった時も枕元で看取っている。
母マリー没後は、伝記執筆にあたり、1937年に伝記『キュリー夫人』（Madame Curie）を出版し、各国語に翻訳された。当時のアメリカ大統領フランクリン・ルーズベルトの妻であるエレノア・ルーズベルトは「私は大いなる感動と共にこの本を読んだ。母親に対する表現、理解、そして愛の純真さと美しさが見事に込められている」と評した。1943年にマリー役：グリア・ガースン、ピエール役：ウォルター・ピジョン、イレーヌ役：マーガレット・オブライエンでマーヴィン・ルロイにより映画「キュリー夫人」が公開された。
第二次世界大戦時は、1940年にフランスが敗れるとイギリスに渡り、連合国や自由フランスの活動に加わった。これによって1941年にはヴィシー政権からフランスの市民権を剥奪されたため、その後はアメリカに定住することとなった。1943年に、大戦初期における旅行記『戦塵の旅』（Journey Among Warriors）を出版した。1952年にNATO事務総長からスペシャルアドバイザーに任命される。その後、1954年にヘンリー・リチャードソン・ラブイス・ジュニア（Henry Richardson Labouisse, Jr. ）と結婚するまでNATOのインターナショナル･スタッフとして働いた。
エーヴはノーベル賞受賞者を両親と姉夫婦に持ち、夫のラブイスもユニセフ事務局長時代の1965年にユニセフがノーベル平和賞を受賞するなどノーベル賞受賞者に囲まれた人生であったが、その事を苦にはしていなかったようである。1972年には、インタビューで自ら「私は家族でただ一人ノーベル賞を受賞していないのよ」と語っている。1987年3月に夫ラブイスと死別する。2007年10月22日にニューヨーク、マンハッタンのアッパー・イースト・サイドにある自宅で102歳という高齢で亡くなった。晩年、キュリー家の女性たちの中で自分だけ長生きしたことについて、放射能に関わる人生から逃げたことによる罰だと感じていたという。夫ラブイスの出身地であるルイジアナ州ニューオーリンズのメテリー墓地（Metairie Cemetery）に、夫婦で埋葬されている。

## 伝記
- 『キュリー夫人と娘たち　二十世紀を切り開いた母娘』

クロディーヌ・モンテイユ、内山奈緒美訳、中央公論新社、2023年